# Ванстоун, Скотт
Скотт Ванстоун (англ. Scott Vanstone; 14 сентября 1947 года — 2 марта 2014 года) — математик и криптограф на факультете математики Университета Ватерлоо. Он принимал участие в работе Центра прикладных криптографических исследований.
В 1974 году получил степень доктора философии в Университете Ватерлоо. И в течение 10 лет работал в основном в теории комбинаторных схем, конечной геометрии и конечных полей.
В 1980-х годах начал работать в области криптографии:287.
Был одним из первых:289, кто увидел коммерческий потенциал эллиптической криптографии. Большая часть его последующей работы была посвящена разработке алгоритмов, протоколов и стандартов. В 1985 году основал компанию Certicom.
Ванстоун написал сам или в соавторстве пять книг (в том числе Handbook of Applied Cryptography) и около 200 исследовательских статей:292-299.
Действительный член Королевского общества Канады и Международной ассоциации криптологических исследований.
- 2001 год — RSA Security[англ.] Award in Mathematics[5].
- 2009 год — Ontario Premier’s Catalyst Award for Lifetime Achievement in Innovation[6].

Умер 2 марта 2014 года после короткой болезни.